# Caixa de Edgeworth

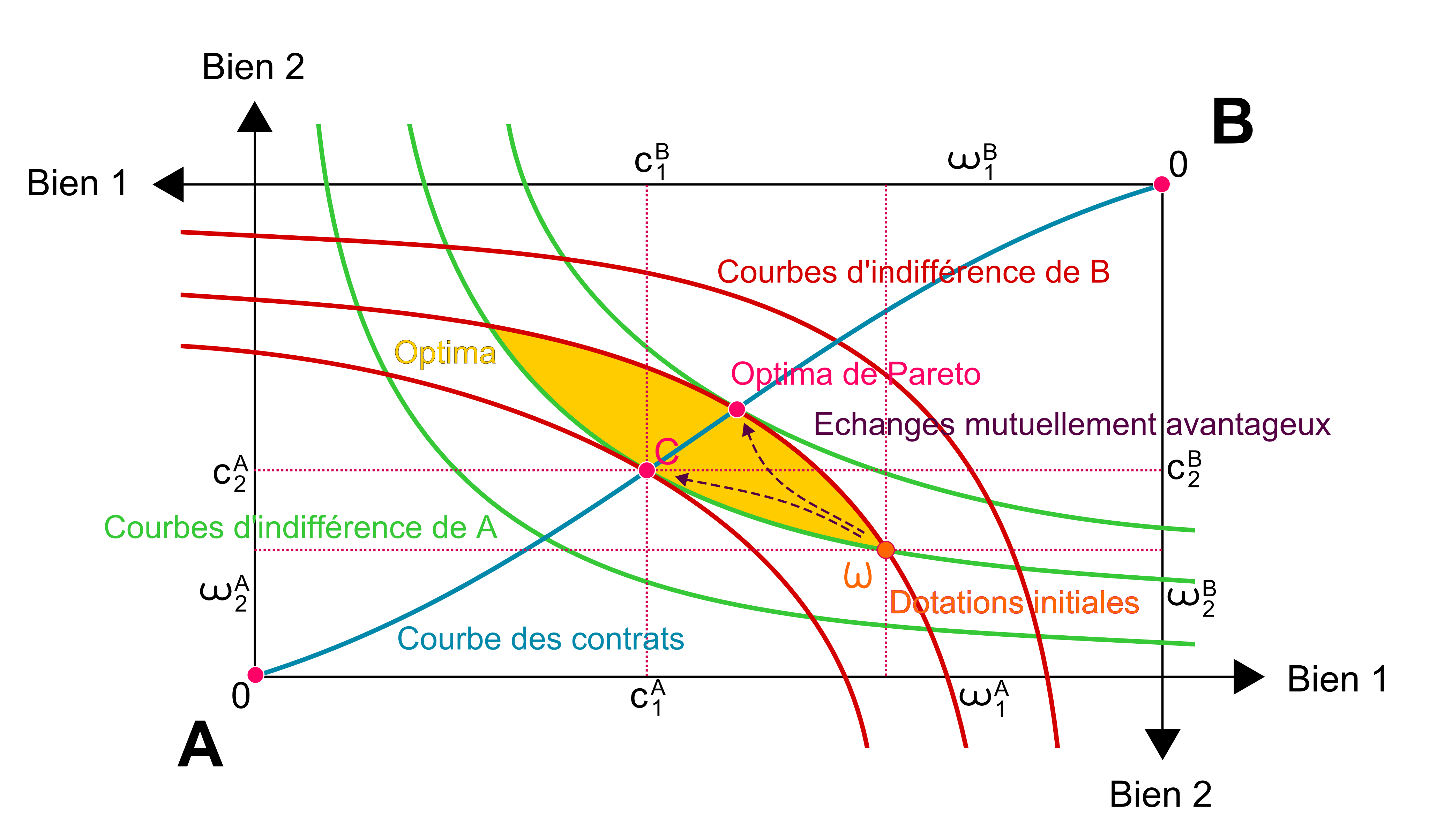
Caixa de Edgeworth

Em economia, uma caixa de Edgeworth, em homenagem a Francis Ysidro Edgeworth, é uma maneira de representar várias distribuições de recursos. Edgeworth fez sua apresentação em seu livro Mathematical Psychics: Um Ensaio sobre a Aplicação da Matemática às Ciências Morais, 1881. A representação original de dois eixos de Edgeworth foi desenvolvida no agora familiar diagrama de caixa de Pareto em seu livro de 1906 "Manual of Political Economy"   e foi popularizado em uma exposição posterior de Bowley. A versão moderna do diagrama é comumente referida como a caixa de Edgeworth-Bowley.
A caixa de Edgeworth é usada frequentemente na teoria do equilíbrio geral. Pode ajudar a representar o equilíbrio competitivo de um sistema simples ou uma série de resultados que satisfaçam a eficiência econômica. Também pode mostrar a dificuldade de passar a um resultado eficiente na presença de monopólio bilateral. Neste último caso, serve como um precursor do problema de barganha da teoria dos jogos, que permite uma solução numérica única. 

## Exemplo
Imagine duas pessoas (Otavio e Abby) com uma quantidade fixa de recursos entre os dois - digamos, 10 litros de água e 20 hambúrgueres. Se Abby leva 4 litros de água e 5 hambúrgueres, Otavio fica com 6 litros de água e 15 hambúrgueres. A caixa de Edgeworth é um diagrama retangular com a origem de Otavio em um canto (representado por O) e a origem de Abby no canto oposto (representado pelo A). A largura da caixa é a quantidade total de uma mercadoria e a altura é a quantidade total da outra mercadoria. Assim, toda divisão possível dos bens entre as duas pessoas pode ser representada como um ponto na caixa. 
Curvas de indiferença (derivadas da função de utilidade de cada consumidor) podem ser desenhadas na caixa de Abby e Otavio. Os pontos da curva de indiferença de cada pessoa representam igualmente combinações de quantidades dos dois bens para essa pessoa. Portanto, Abby é indiferente entre uma combinação de bens e outra em qualquer uma de suas curvas de indiferença, e o mesmo vale para Otavio. Por exemplo, Abby pode valorizar 1 litro de água e 13 hambúrgueres, o mesmo que 5 litros de água e 4 hambúrgueres, ou 3 litros e 10 hambúrgueres. Há um número infinito de tais curvas que podem ser traçadas entre as combinações de bens para cada consumidor (Otavio ou Abby). 
Com a origem de Otavio (o ponto representando zero de cada bem) no canto inferior esquerdo da caixa de Edgeworth e com a origem de Abby no canto superior direito, tipicamente as curvas de indiferença de Otavio seriam convexas à sua origem e Abby seria convexa à sua origem. 
Quando uma curva de indiferença para Abby cruza uma das curvas de indiferença para Otavio em mais de um ponto (de modo que as duas curvas não são tangentes entre si), um espaço na forma de uma lente é criado pelo cruzamento das duas curvas. Qualquer ponto no interior dessa lente representa uma alocação dos dois bens entre as duas pessoas de modo que ambas as pessoas estariam melhor do que nos cantos da lente, uma vez que o ponto interior está em uma curva de indiferença mais distante de ambas as suas respectivas origens, e assim, cada indivíduo atinge uma utilidade maior. 
Onde quer que uma dessas curvas para Abby seja tangente a uma curva de Otavio, uma combinação dos dois bens é identificada, o que gera aos consumidores um nível de utilidade que não poderia ser melhorado para uma pessoa por uma realocação sem diminuir a utilidade do produto. outra pessoa. Tal combinação de bens é considerada ótima por Pareto. O conjunto de pontos tangenciais de contato entre pares de curvas de indiferença, se todos traçados, formarão um traço ligando a origem de Otavio (O) à de Abby (A). Essa curva ligando os pontos O e A, que em geral não será uma linha reta, é chamada de conjunto de Pareto ou locus eficiente, uma vez que cada ponto da curva é ótimo para Pareto. 
O vocabulário usado para descrever objetos diferentes que fazem parte da caixa de Edgeworth diverge. Todo o conjunto de Pareto é às vezes chamado de curva de contrato, enquanto Mas-Colell, Winston e Green (1995) restringem a definição da curva de contrato apenas àqueles pontos no conjunto de Pareto que tornam Abby e Otavio pelo menos tão bem quanto eles estão em seu estágio inicial. Outros autores que têm uma tendência mais teórica, como Martin Osborne e Ariel Rubinstein (1994), usam o termo core para a seção do conjunto de Pareto que é pelo menos tão bom para cada consumidor quanto a dotação inicial. 
Para calcular o conjunto de Pareto, a inclinação das curvas de indiferença para ambos os consumidores deve ser calculada em cada ponto. Essa inclinação é o negativo da taxa marginal de substituição, portanto, como o conjunto de Pareto é o conjunto de pontos onde ambas as curvas de indiferença são tangentes, é também o conjunto de pontos em que a taxa marginal de substituição de cada consumidor é igual à da outra. pessoa. 